# Aberdeens hamn
Aberdeen (engelska: Aberdeen Harbour, Aberdeen Ferry Port) är en hamn i Storbritannien.   Den ligger i kommunen Aberdeen City och riksdelen Skottland, i den norra delen av landet, 600 km norr om huvudstaden London. Aberdeen ligger 6 meter över havet.  Närmaste större samhälle är Aberdeen, 0,42 km väster om Aberdeen. 